# Shane Brathwaite
Pour les articles homonymes, voir Brathwaite.
Shane Brathwaite (né le 8 février 1990 à Bridgetown) est un athlète barbadien, spécialiste du 110 mètres haies.

## Biographie
Dans la catégorie des cadets, il connaît la réussite dans les épreuves combinées, en remportant le titre de l'octathlon,  en 2007 à Ostrava, lors des championnats du monde d'athlétisme jeunesse, qui sont réservés aux athlètes âgés de 17 ans et moins. Après un titre à l'heptathlon aux Jeux de la CARIFTA 2008, il se consacre principalement au 110 mètres haies.
Il a participé aux Jeux olympiques de Londres 2012, sans se qualifier. Il est étudiant à la Texas Tech University à Lubbock. Son meilleur temps est de 13 s 31 (+ 1,8 m/s) à Irapuato le 7 juillet 2012, lorsqu'il remporte les Championnats NACAC, réservés aux moins de 23 ans.
En 2013 il fait partie du relais barbadien auteur d'un nouveau record national, lors des séries du 4 × 100 mètres à Moscou, avec  Andrew Hinds, Levi Cadogan et Ramon Gittens.
Le 20 mars 2016, Brathwaite se classe 8e du 60 m haies lors des championnats du monde en salle de Portland en 7 s 88. Le 6 août 2017, il atteint la finale des championnats du monde de Londres en remportant sa demi-finale le 6 août. Il termine 6e de la finale en 13 s 32.
Lors des Jeux d'Amérique centrale et des Caraïbes 2018 à Barranquilla, Shane Brathwaite réalise un rare doublé 110 m haies / relais 4 x 100 m en s'imposant dans ces deux épreuves en 13 s 38 et 38 s 41.
Il remporte les Jeux panaméricains de 2019 à Lima en 13 s 31, et fait mieux que sa médaille de bronze remportée quatre ans plus tôt.
Il termine 6e officieusement des championnats du monde 2019 à Doha.
Aux Jeux du Commonwealth de 2022, il remporte la médaille d'argent en 13 s 30 (+0,9 m/s).
Il déclare forfait pour les Championnats du monde 2023.
Le 1er mai 2024, il annonce mettre un terme à sa carrière sportive.
Il n'a aucun lien avec Ryan Brathwaite, également né à Bridgetown et champion du monde 2009 de la même discipline,.

## Palmarès
| Date | Compétition                              | Lieu             | Résultat | Épreuve     | Temps     |
| ---- | ---------------------------------------- | ---------------- | -------- | ----------- | --------- |
| 2007 | Championnats du monde cadets             | Ostrava          | 1er      | Octathlon   | 6 261 pts |
| 2009 | Championnats panaméricains juniors       | Port-d'Espagne   | 3e       | 110 m haies | 13 s 41   |
| 2010 | Jeux d'Amérique centrale et des Caraïbes | Mayagüez         | 6e       | 110 m haies | 14 s 04   |
| 2011 | Champ. d'Am. cent. et des Caraïbes       | Mayagüez         | 4e       | 110 m haies | 13 s 75   |
| 2013 | Champ. d'Am. cent. et des Caraïbes       | Morelia          | 1er      | 110 m haies | 13 s 70 A |
| 2013 | Champ. d'Am. cent. et des Caraïbes       | Morelia          | 4e       | 4 × 100 m   | 39 s 56 A |
| 2014 | Jeux du Commonwealth                     | Glasgow          | 3e       | 110 m haies | 13 s 49   |
| 2015 | Jeux panaméricains                       | Toronto          | 3e       | 110 m haies | 13 s 21   |
| 2016 | Championnats du monde en salle           | Portland         | 8e       | 60 m haies  | 7 s 88    |
| 2017 | Championnats du monde                    | Londres          | 6e       | 110 m haies | 13 s 32   |
| 2017 | Ligue de diamant                         | Ligue de diamant | 8e       | 110 m haies | 13 s 49   |
| 2018 | Jeux du Commonwealth                     | Gold Coast       | 6e       | 110 m haies | 13 s 53   |
| 2018 | Jeux du Commonwealth                     | Gold Coast       | 5e       | 4 x 100 m   | 39 s 04   |
| 2018 | Jeux d'Amérique centrale et des Caraïbes | Barranquilla     | 1er      | 110 m haies | 13 s 38   |
| 2018 | Jeux d'Amérique centrale et des Caraïbes | Barranquilla     | 1er      | 4 x 100 m   | 38 s 41   |
| 2018 | Championnats NACAC                       | Toronto          | 3e       | 110 m haies | 13 s 52   |
| 2019 | Jeux panaméricains                       | Lima             | 1er      | 110 m haies | 13 s 31   |
| 2019 | Championnats du monde                    | Doha             | 6e       | 110 m haies | 13 s 61   |
| 2022 | Jeux du Commonwealth                     | Birmingham       | 2e       | 110 m haies | 13 s 30   |
| 2023 | Jeux d'Amérique centrale et des Caraïbes | San Salvador     | 1er      | 100 m haies | 13 s 64   |

## Records
| Épreuve          | Temps   | Lieu    | Date            |
| ---------------- | ------- | ------- | --------------- |
| 110 mètres haies | 13 s 21 | Toronto | 24 juillet 2015 |